# О’Коннелл, Риса
Ри́са О'Ко́ннелл (англ. Risa O'Connell) — американская кёрлингистка.

## Достижения
- Чемпионат США по кёрлингу среди женщин: золото (1998).
- Чемпионат США по кёрлингу среди юниоров: золото (1995, 1997).

## Команды
| Сезон   | Четвёртый      | Третий          | Второй          | Первый          | Запасной                       | Турниры                         |
| ------- | -------------- | --------------- | --------------- | --------------- | ------------------------------ | ------------------------------- |
| 1994—95 | Риса О’Коннелл | Missi O'Connell | Натали Сименсон | Alison Naylor   | Jennifer Herning (ЧМЮ)         | ЧСШАЮ 1995 · ЧМЮ 1995 (6 место) |
| 1996—97 | Риса О’Коннелл | Эми Бечер       | Натали Сименсон | Missi O’Connell | Jennifer Herning (ЧМЮ)         | ЧСШАЮ 1997 · ЧМЮ 1997 (4 место) |
| 1997—98 | Кари Эриксон   | Лори Крекло     | Стейси Лиапис   | Энн Суиссхелм   | О’Коннелл тренер: Майкл Лиапис | ЧСШАЖ 1998 · ЧМ 1998 (9 место)  |

(скипы выделены полужирным шрифтом)